# 大港 (索伦托)

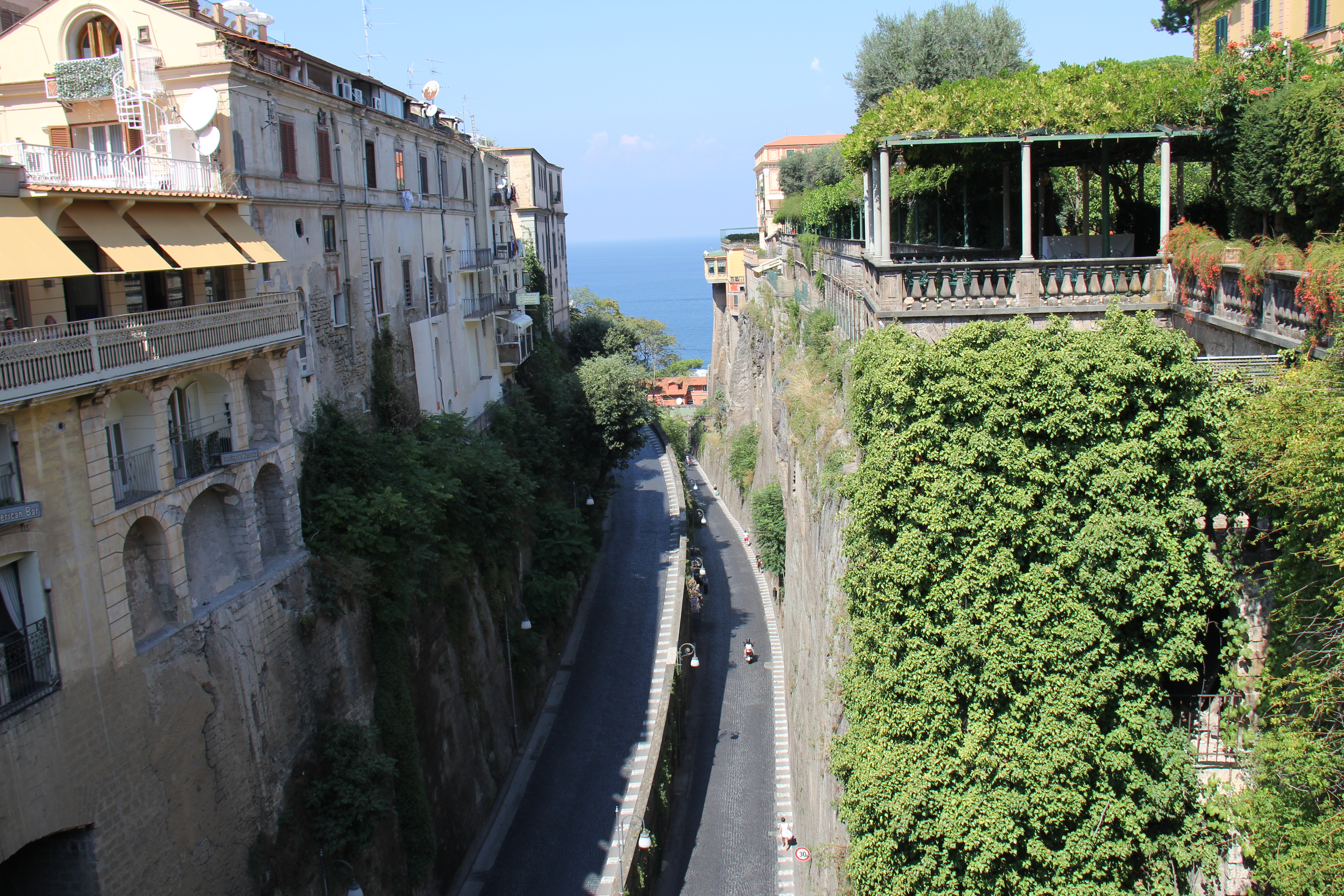
从塔索广场看阶梯下方从小港进城的道路

大港（Marina Grande）是意大利南部热门旅游城市索伦托的主要港口，是那不勒斯、阿马尔菲海岸和卡普里岛中间的中心。此处风景如画，濒临湛蓝的地中海，对面是卡普里岛，索伦托小镇美丽的建筑高踞在悬崖之上，位置相对隐蔽。该社区仍保留了传统的生活方式和独特的氛围。
此处曾是罗马皇帝奥古斯都的侄子的别墅的所在地。自公元前3世纪起，此处建有石灰石城门，为商人和游客从港口进城的必经之路。在1558年的一个深夜，一名叛徒串通土耳其海盗，打开港口和城镇之间的城门，致使索伦托惨遭盗匪劫掠。